# Henry Edwin Barnes
Henry Edwin Barnes est un officier et un  ornithologue britannique, né en 1848 à Oxford et mort en 1896.
Il fait ses études à l’université d'Oxford. Il est stationné à Aden, en Afghanistan et en Inde. Il fait paraître un guide sur les oiseaux de la région de Bombay, Handbook to the birds of the Bombay Presidency, en 1885. Il est membre de la Zoological Society of London.

## Liste des publications

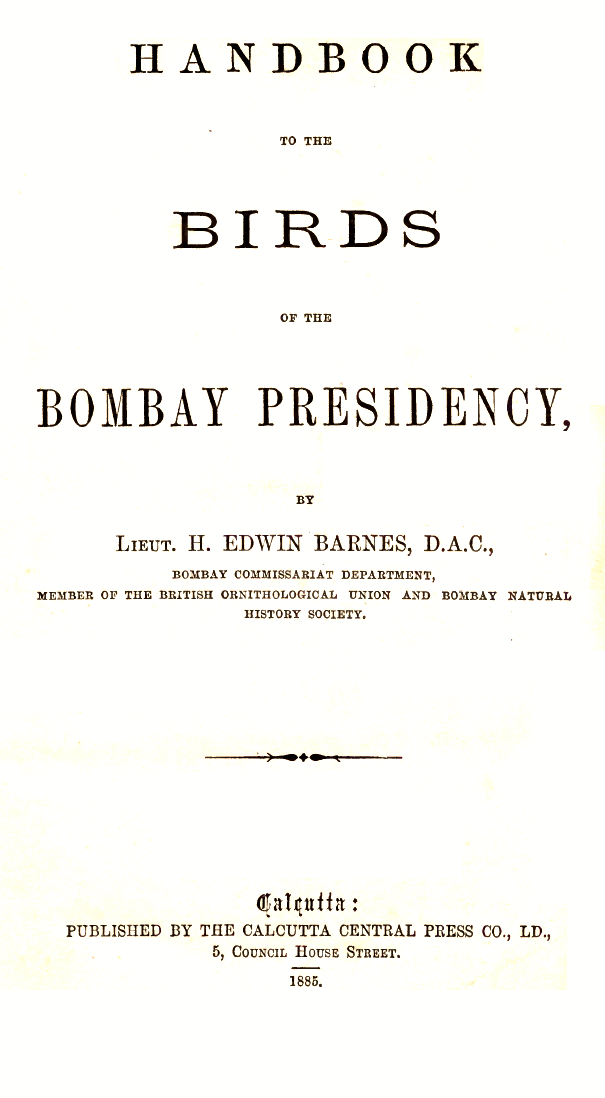
Birds of the Bombay Presidency

- Barnes, H E (1880): Notes on the nidification of certain species in the neighbourhood of Chaman, S. Afghanistan. Stray Feathers. 9(1,2&3), 212-220.
- Barnes, H E (1881): A list of birds observed in the neighbourhood of Chaman, S. Afghanistan. Stray Feathers. 9(5&6), 449-460.
- Barnes, H E (1881): Letters to the Editor. Stray Feathers. 10(1,2&3), 166-167.
- Swinhoe, C, Barnes, H (1885): On the birds of Central India-Part I. Ibis, 5 3(9):52-69.
- Swinhoe, C, Barnes, H (1885): On the birds of Central India-Part II. Ibis, 5 3(10):124-138.
- Barnes,H E (1885)): Handbook to the Birds of the Bombay Presidency. The Calcutta Central Press Co., Ltd.,, Calcutta. 449 pages.
- Barnes, H E (1886): Birds' nesting in Rajpootana. JBNHS. 1(2):38-62.
- Barnes, H E (1886): Birds' nesting in Rajpootana. JBNHS. 1(2):308-362.
- Barnes, H E (1886): Note on the breeding of Parra indica. JBNHS. 1(4):221-222.
- Barnes, H E (1887): The two Shamas. JBNHS. 2(1):56.
- Barnes, H E (1887): Notes on Ploceus philippinus. JBNHS. 2(2):105-107.
- Barnes, H E (1887): Note on the irregular breeding of Grus antigone, the Sarus. JBNHS. 2(2):149-150.
- Barnes, H E (1887): Notes on the breeding of the Kentish Ringed Plover (Aegialitis cantianus) within Indian limits. JBNHS. 2(3):167-169.
- Barnes, H E (1888): Nesting of indian hirundines. JBNHS. 03(1):043-048.
- Barnes, H E (1888): Nesting in western india. JBNHS. 03(4):205-224.
- Barnes, H E (1889): Nesting in western india. JBNHS. 04(1):01-21.
- Barnes, H E (1889): Nesting in western india. JBNHS. 04(2):83-97.
- Barnes, H E (1889): Nesting in western india. JBNHS. 04(4):237-255.
- Barnes, H E (1890): Nesting in western india. JBNHS. 05(1):01-19.
- Barnes, H E (1890): Nesting in western india. JBNHS. 05(2):97-116.
- Barnes, H E (1890): Nesting in western india. JBNHS. 05(4):315-337.
- Barnes, H E (1891): Nesting in western india. JBNHS. 06(1):01-25.
- Barnes, H E (1891): Nesting in western india. JBNHS. 06(2):129-153.
- Barnes, H E (1891): Nesting in western India. JBNHS. 06(3):285-317.
- Barnes, H E (1892): Note on the black-tailed rock-chat. JBNHS. 07(2):252-253.
- Barnes, H E (1897): The birds of India. A guide to Indian ornithology. 1981 Reprint ed. 2 vol. Cosmo Publications, New Delhi.

## Source
- (en) Cet article est partiellement ou en totalité issu de l’article de Wikipédia en anglais intitulé « Henry Edwin Barnes » (voir la liste des auteurs) (version du 2 avril 2007).